# Gabe Saporta

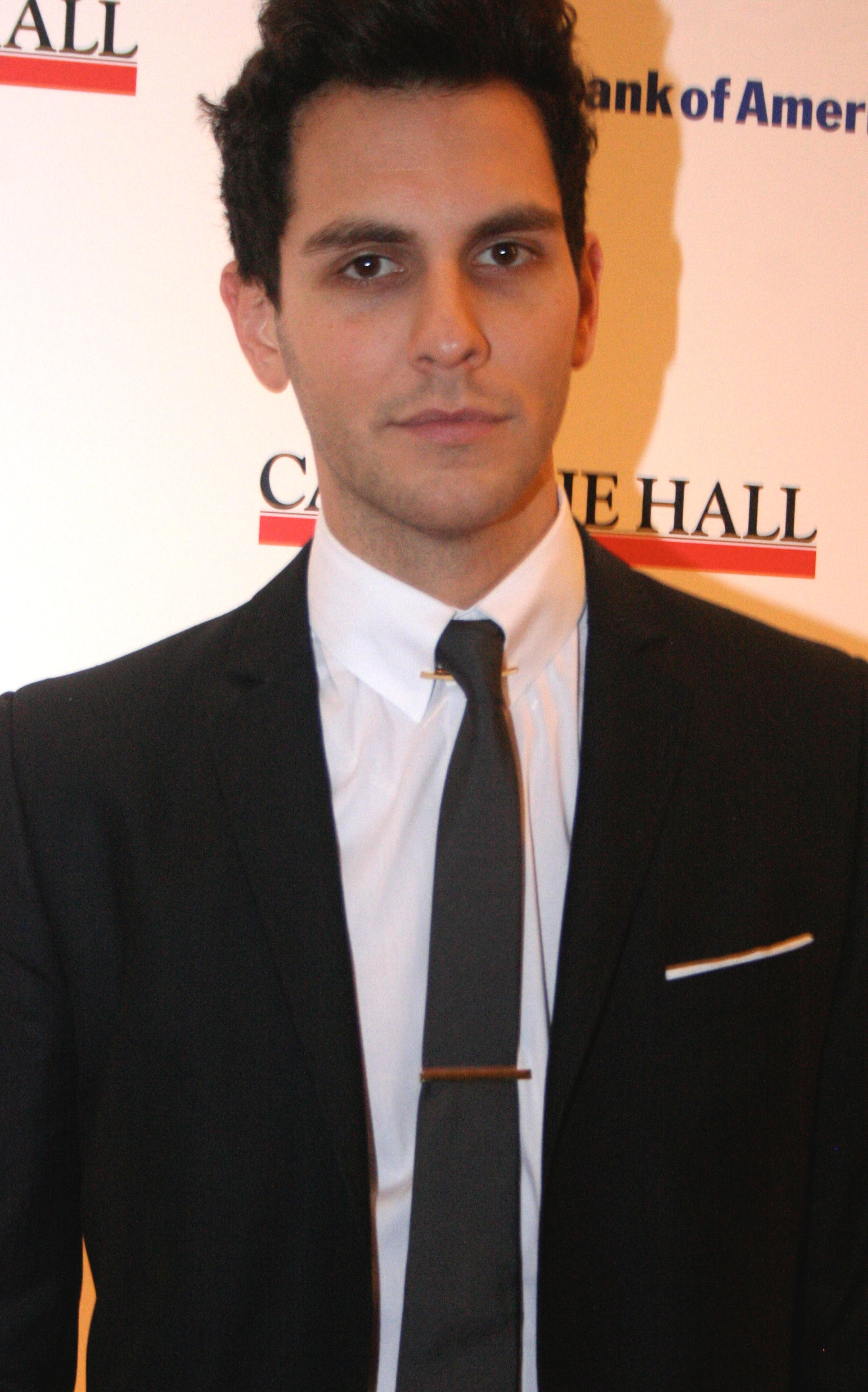
Gabe Saporta (2011)

Gabriel Eduardo „Gabe“ Saporta (* 11. Oktober 1979 in Montevideo, Uruguay) ist ein uruguayischer Sänger.
Er war Lead-Sänger, Bassist und Texter der Band Midtown und kreativer Kopf und Lead-Sänger der Synth-Pop-Band Cobra Starship. Am 10. November 2015 gab Saporta jedoch bekannt, dass sich Cobra Starship nach vier Alben und mehreren Top-10-Songs der Billboard Hot 100 aufgelöst habe.

## Diskographie

### Humble Beginnings
- 5 Song Demo Tape (1996)
- Overanalyzing the Manifestations of the Unconscious (1998)

### Midtown
- Sacrifice of Life EP (1998)
- Save the World, Lose the Girl (2000)
- Living Well Is the Best Revenge (2002)
- Forget What You Know (2004)
- Punk Goes 80's (2005)

### Cobra Starship
- While The City Sleeps, We Rule the Streets (2006)
- ¡Viva la Cobra! (2007)
- Hot Mess (2009)
- Night Shades (2011)

## Belege
1. ↑  Cobra Starship Breaks Up; Gabe Saporta Explains What's Next. Abgerufen am 20. Januar 2021 (englisch).

| Personendaten    | Personendaten            |
| ---------------- | ------------------------ |
| NAME             | Saporta, Gabe            |
| ALTERNATIVNAMEN  | Saporta, Gabriel Eduardo |
| KURZBESCHREIBUNG | uruguayischer Sänger     |
| GEBURTSDATUM     | 11. Oktober 1979         |
| GEBURTSORT       | Montevideo, Uruguay      |